# Alprose

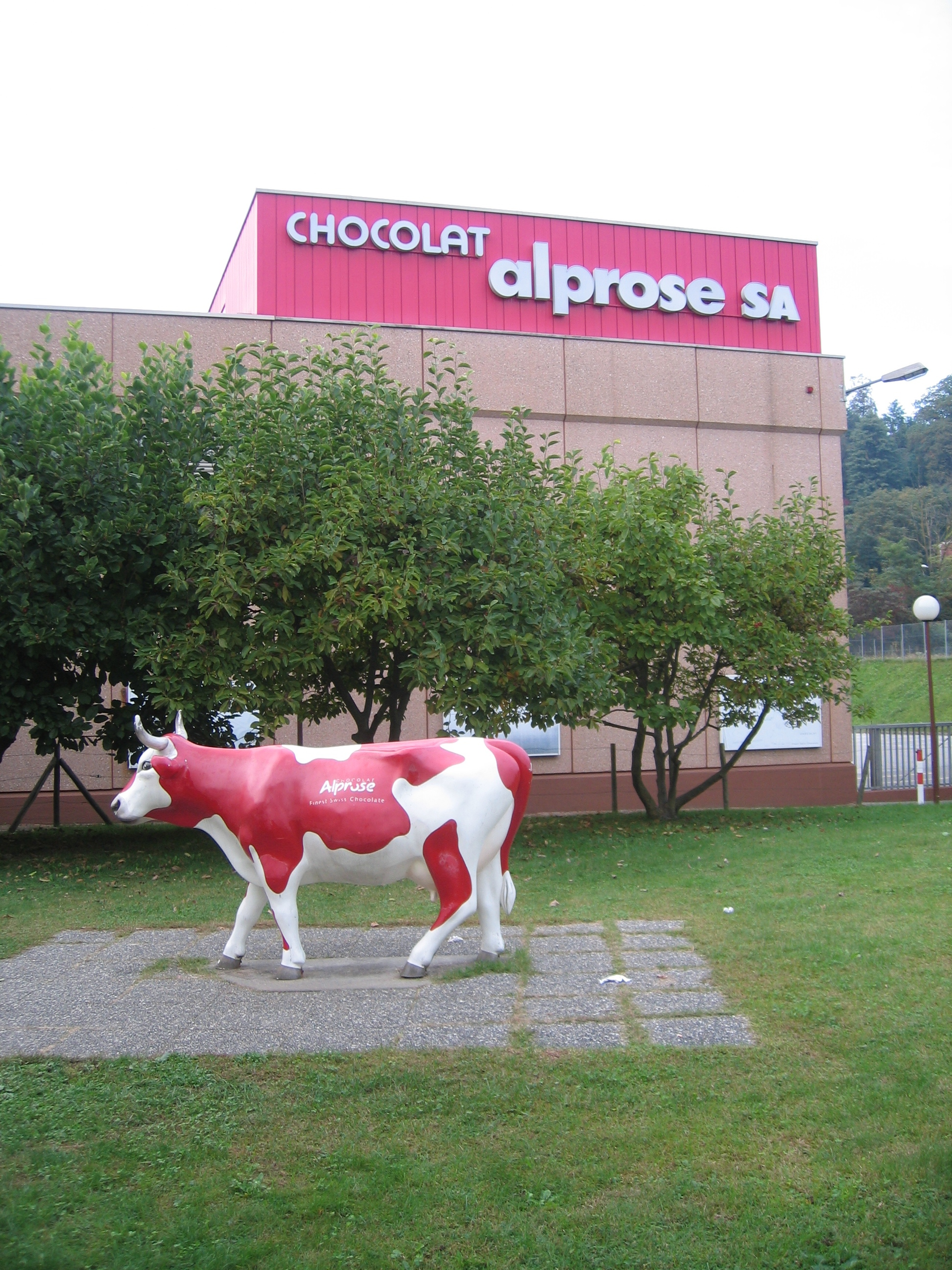
Alprose in Caslano (2010)

Alprose ist ein Schweizer Schokoladehersteller mit Sitz in Caslano (Tessin). Er wurde 1957 gegründet unter dem Namen Cioccolata Titlis SA (in Anlehnung an den Berg in den Schweizer Alpen).

## Geschichte
Das Unternehmen wurde 1957 unter dem Namen Titlis-Chocolat gegründet. Bereits 1964 wurde es von Hans Imhoff übernommen. Nachdem Imhoff auch Stollwerck übernommen hatte, wurde Alprose 1971 Teil der Stollwerck AG. Im Jahr 1992 wurde das Unternehmen unter Verwendung des bereits seit 1983 verwendeten Markennamens in Chocolat Alprose umbenannt. Wie Stollwerck gehörte die Marke Chocolate Alprose von 2002 bis 2011 zu Barry Callebaut und seit 2011 zu Baronie.

## Produkte
Alprose produziert eine grosse Auswahl an Tafelschokoladen, ausserdem Napolitains und Dragées. Die Produktion erfolgt CO2-neutral.

## Projekte
Die Firma Alprose führt in Zusammenarbeit mit dem Schweizerischen Nationalpark Forschungsprojekte zur Flora der Alpen durch. Sie arbeitet auch mit dem Schweizer Alpen-Club zusammen.

## Museum
Die Fabrik in Caslano umfasst ein Besucherzentrum und ein so genanntes Museum, das 1991 eingeweiht wurde. Über einen erhöhten Gang in der Fabrik können die Besucher die Herstellung von Schokoladentafeln aus Kakaobohnen beobachten.